# Sevno, Novo mesto
Sevno je naselje v Občini Novo mesto.